# Llorà
Llorà – miejscowość w Hiszpanii, w Katalonii, w prowincji Girona, w comarce Gironès, w gminie Sant Martí de Llémena.
Według danych INE z 2005 roku miejscowość zamieszkiwały 343 osoby.